# VW Passat B6
| Sterne im Euro-NCAP-Crashtest |

Der VW Passat B6 (Typ 3C) wurde von Februar 2005 bis Juli 2010 sowohl im Werk Emden als auch im Werk Zwickau als Nachfolger des Modells B5 gefertigt. Ein weiterer Hersteller ist FAW-Volkswagen, welcher das Modell ab November 2007 in seinem Hauptwerk Changchun unter dem Namen VW Magotan in der Stufenheckversion und ab Juni 2010 dann auch als VW Variant in der Kombiausführung herstellte. Die chinesische Produktion wurde im Juni 2011 eingestellt, um die Herstellung des neu entwickelten Passat NMS zu ermöglichen.

## Modellgeschichte

### Allgemeines
Der Passat gleicht in vielen Komponenten dem Golf V (Plattform PQ35). Um einen großen Anteil an Gleichteilen nutzen zu können, wurde der Typ 3C wieder auf einen quer eingebauten Motor umgestellt. Gegenüber seinem Vorgänger wuchs er in allen Dimensionen. Die beim Vorgänger vertikal ausgerichteten Heckleuchten verlaufen nun horizontal und ziehen sich bis in den Kofferraumdeckel. Markant ist der voll verchromte Kühlergrill, der bis in den Stoßfänger reicht. Das Profil des 3C wird durch eine Sicke und die relativ langen Überhänge geprägt. Als Innovationen werden eine halbautomatische elektrische Feststellbremse serienmäßig und ein Starterknopf („keyless start“) (optional) verbaut. Der Passat ist weltweit der erste Pkw, der ab Werk mit einem SAP-Telefon ausgestattet werden kann (Freisprecheinrichtung „Premium“, ab 10/2005). Es kann dann jedoch nur von Mobiltelefonen genutzt werden, die das rSAP-Profil unterstützen. Den Passat gibt es in sieben Ausstattungsvarianten: Trendline, Comfortline, Sportline, Highline, BlueMotion, R36 und Individual. Da der Passat B6 wieder eine quer eingebaute Antriebseinheit erhielt, wurden die W8- oder V6-Motoren aus dem Audi A4/A6 und dem Vorgängermodell nicht mehr in diesem Modell angeboten.
Auf Basis des Passat B6 (Fahrwerk, Plattform und Motoren), aber mit dem Radstand des Golf wurde auch ein Cabrio der Mittelklasse unter der Bezeichnung Eos angeboten. 2006 wurden in Deutschland 124.611 Passat neu zugelassen.

### Übersicht
- Plattform: PQ46
- 11. März 2005: Markteinführung des Passat als Limousine
- 19. August 2005: Einführung des Passat Variant
- Rückkehr zum quer eingebauten Motor
- Einführung der FSI-Technik (Benzindirekteinspritzung) und des Doppelkupplungsgetriebes DSG (Direktschaltgetriebe)
- Aufgabe der im Modell B5 eingeführten Audi-Vierlenker-Vorderachse, der neue Passat B6 verfügt wie alle älteren Passat-Modelle bis zum B4 wieder über MacPherson-Federbeine.
- Dezember 2006: Vorstellung des stärksten Modells: Der R36 mit 3,6-l-VR-Sechszylinder, Benzindirekteinspritzung und 220 kW (300 PS), der im März 2008 in den Handel gelangte.
- Die Wertschöpfung findet laut Berechnungen des Autoexperten Ferdinand Dudenhöffer zu 60 % in Deutschland statt, was für ein heutiges Mittelklassefahrzeug ein hoher Wert ist.
- Am 25. Februar 2010 verließ im Emder Werk der einmillionste dort hergestellte Passat B6 das Montageband.[2]
- Anfang Juli 2010: Vorzeitiges Produktionsende aufgrund sich nicht mehr rentierender Absatzzahlen und Umstellung des Werkes Emden auf die Produktion des Nachfolgers während der Werksferien.[3]

### Modellvarianten

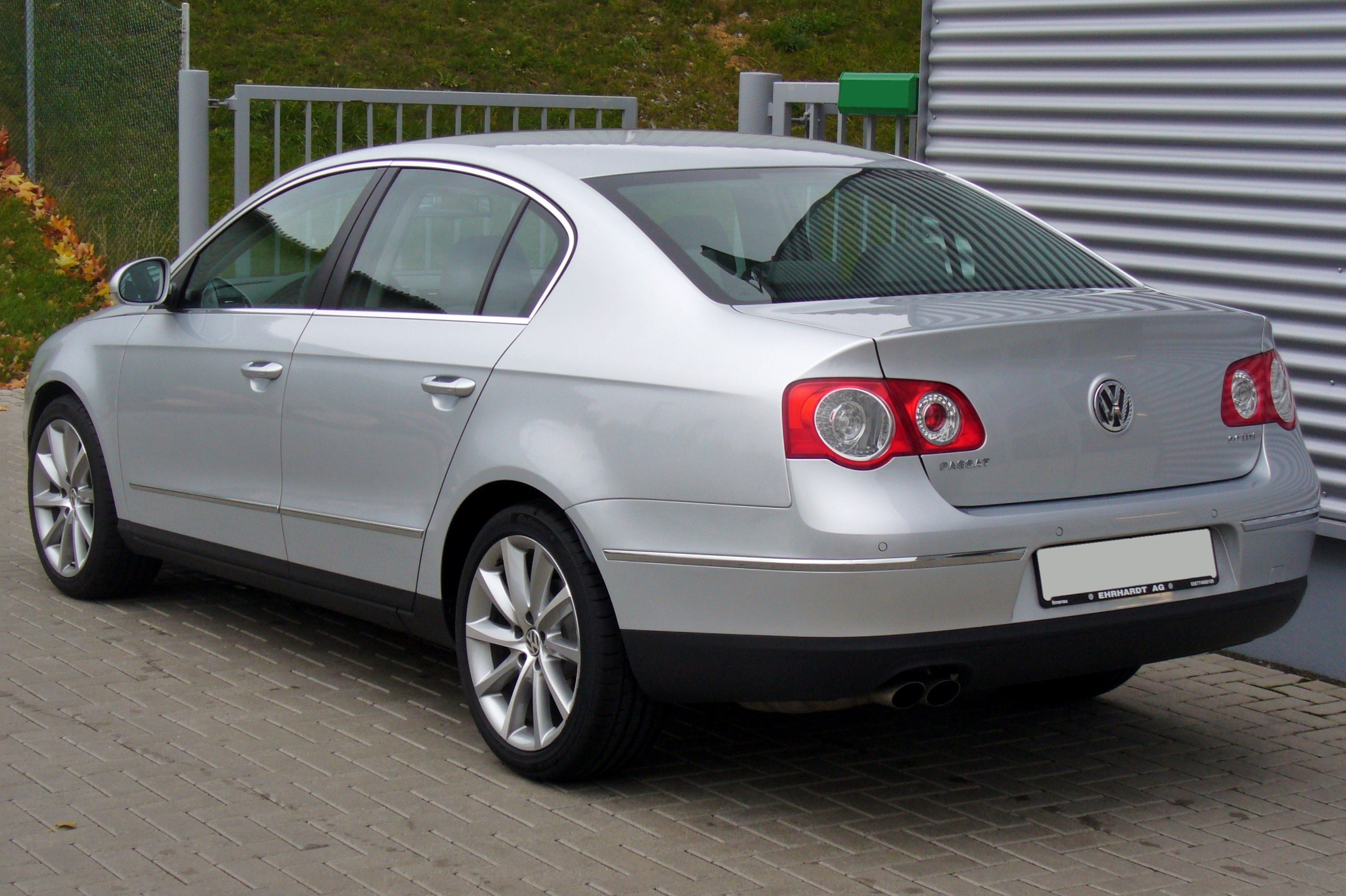
Heckansicht
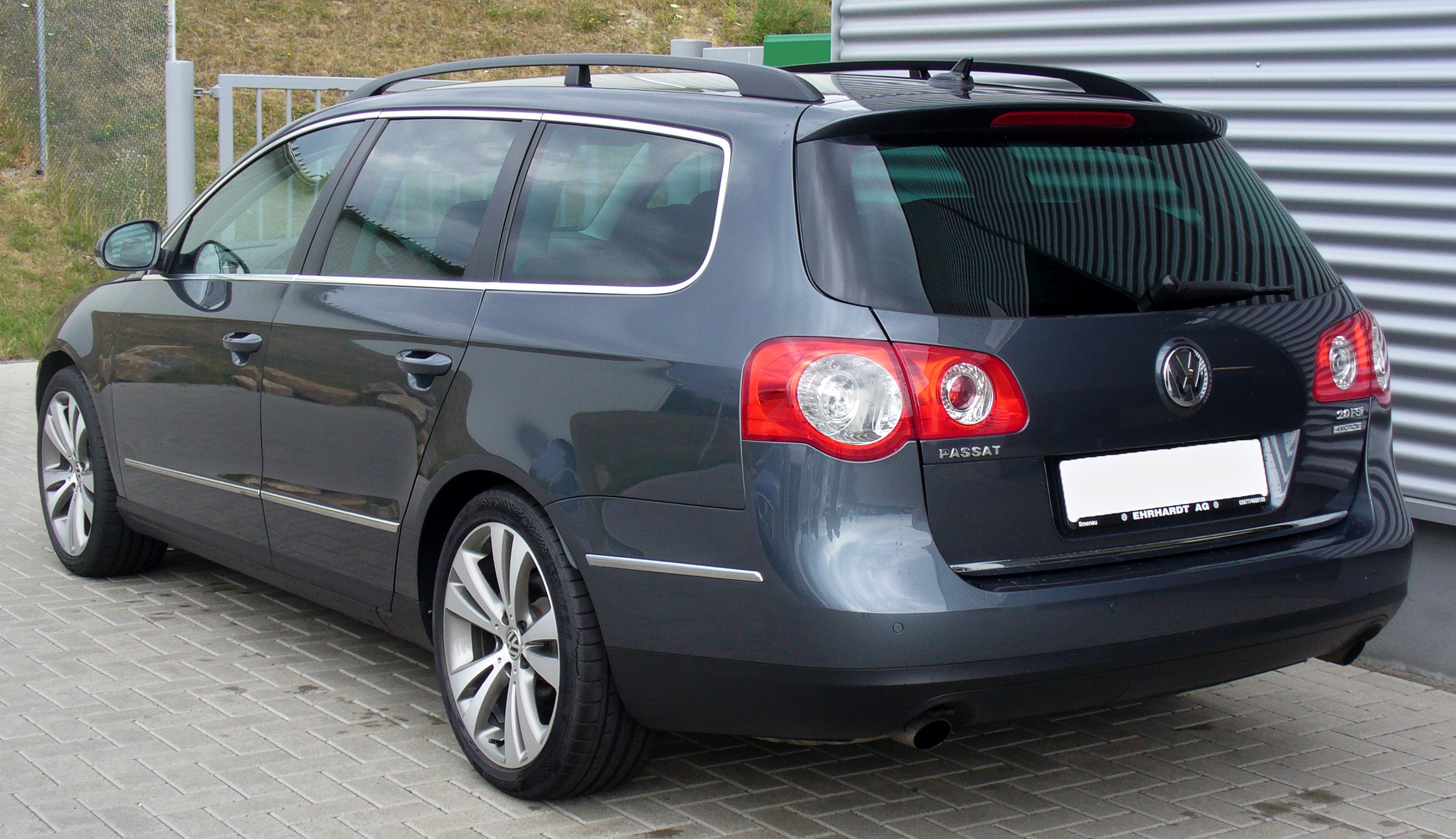
VW Passat Variant (2005–2010)
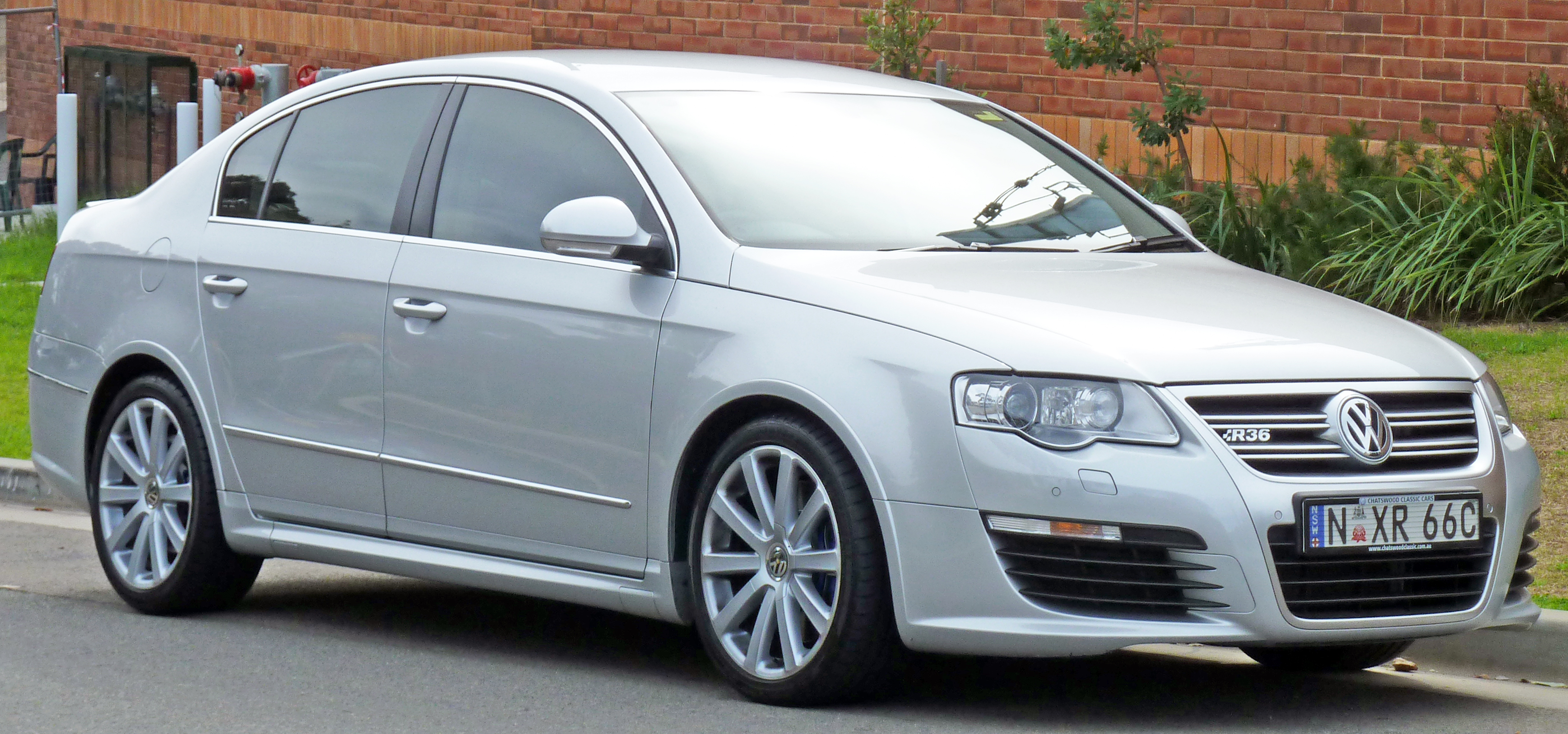
VW Passat R36 (2008–2010)
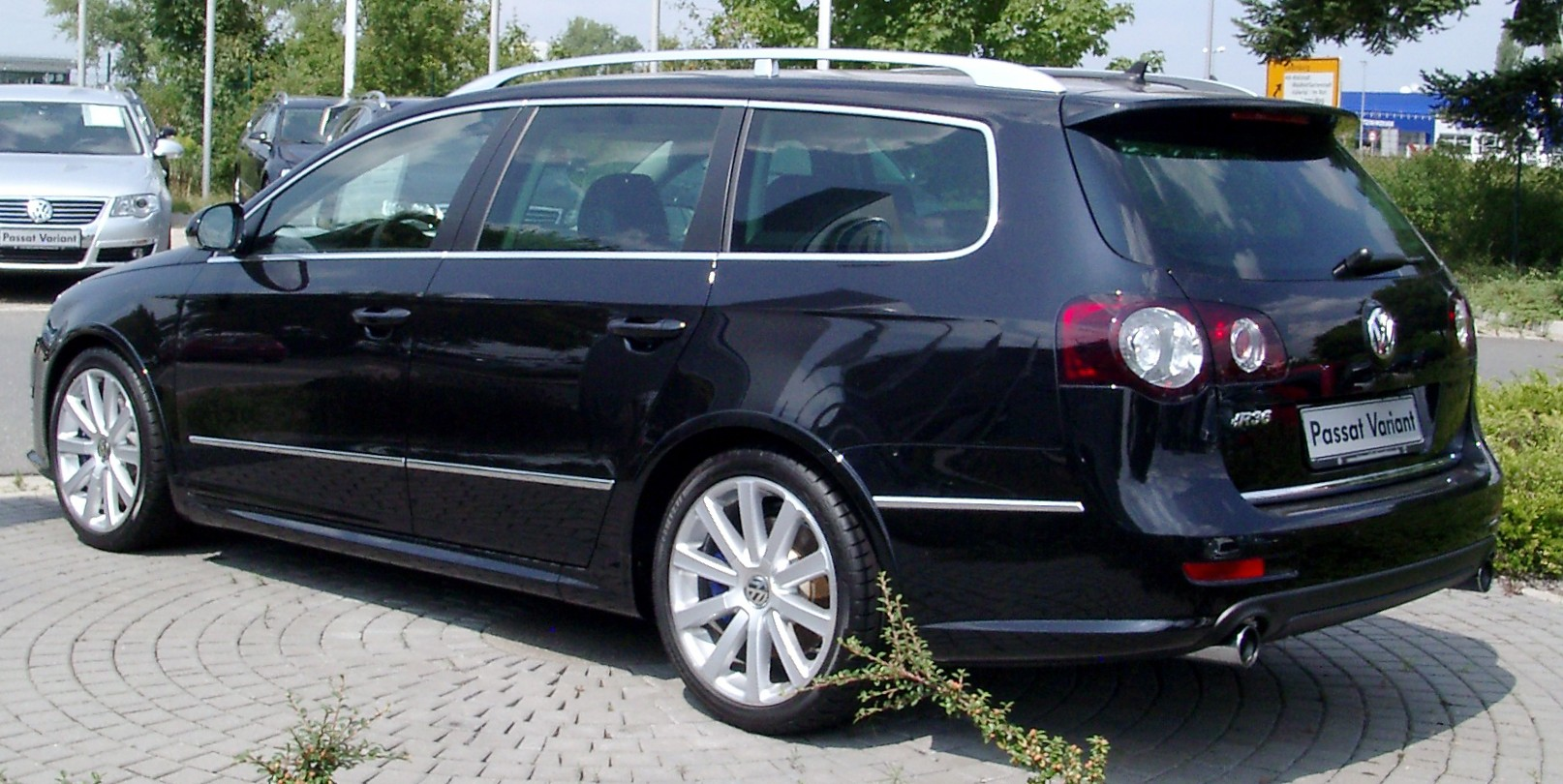
VW Passat R36 Variant (2008–2010)

### Technik
Im Sommer 2007 wurde der neue Passat BlueMotion eingeführt. Dieser besitzt seit 11/2008 den 2,0-l-TDI-Motor mit 81 kW (110 PS) und hat einen geringeren Dieselverbrauch als der zuvor verbaute 1.9 TDI. Der Minderverbrauch zu den konventionellen Modellen wird durch Leichtlaufreifen, ein in den höheren Gängen länger übersetztes Getriebe und einen luftwiderstandoptimierten Unterboden erreicht. Damit wird der Verbrauch um etwa 0,5 l pro 100 km gesenkt. Dies ist bereits die zweite BlueMotion-Variante nach dem Polo BlueMotion, der im Sommer 2006 auf den Markt kam und ein großer Erfolg wurde. VW hoffte, diesen Erfolg mit dem Passat BlueMotion noch zu übertreffen. Der Aufpreis zum 1.9 TDI betrug etwa 1000 Euro. Der 2.0 TDI BlueMotion wurde kurz vor Ende der Produktion eingestellt. Es konnte zeitweilig kein echter BlueMotion mehr gekauft werden. Kurz darauf wurde der neue 1.6 TDI BlueMotion mit 77 kW/105 PS (4,4 l/100 km Normverbrauch) eingeführt, welcher wieder als echter BlueMotion bestellbar war. Er basiert auf der Trendline-Ausstattung, erhielt aber zusätzlich die R-Line-Spoiler außen.
Zeitgleich wurden der 2.0 TDI 103 kW (140 PS) als BlueMotion Technology angeboten (kombiniert 4,8 l/100 km Normverbrauch), genauso wie der 1.6 TDI 77 kW (105 PS) BlueMotion Technology (4,5 l/100 km Normverbrauch). Diese BlueMotion-Technology-Modelle ließen sich, anders als die BlueMotion-Modelle (ausgenommen in der Zeit, als es den 2.0 TDI mit 81 kW (110 PS) als BlueMotion, der sog. BlueMotion II, gab), mit allen Ausstattungslinien außer Individual und R-Line kombinieren. Die BlueMotion-Technology-Modelle (BMT) erhielten keinen serienmäßigen R-Line-Spoiler.
Im Frühjahr 2008 startete als Topmodell der Passat R36 (3,6 l Hubraum) mit 220 kW (300 PS) als Limousine und Variant. Zu erkennen ist das Topmodell an rundum geänderten Schürzen, getönten Rückleuchten sowie an mehr Chrom als am Serienmodell.
Im Februar 2008 wurden die bisher eingesetzten 2,0-Liter-Dieselmotoren mit 103 kW/125 kW (140/170 PS) und Pumpe-Düse-Einspritzung nach und nach durch gleichstarke Motoren mit Common-Rail-Einspritzung ersetzt. Die neuen Motoren sind leiser und laufruhiger. Zudem sinkt der Verbrauch laut Hersteller bei Modellen mit Direktschaltgetriebe um 0,7 Liter auf 5,8 Liter bei der Limousine und 5,9 Liter beim Variant. Diese Motoren waren auch für den kommenden A3 und den Golf VI vorgesehen. In der neuen Generation des Audi A4 sowie im VW Tiguan wird dieser Motor bereits angeboten.
Mitte 2009 folgte die Einführung einer BlueMotion-Version für den 1,4-Liter-TSI-Motor, welche nun gleichzeitig die Abgasnorm EURO 5 erfüllt.
In China bietet FAW-Volkswagen eine leicht modifizierte Version des B6 unter dem Namen Magotan an. Unter dem Namen „Passat“ läuft dort stattdessen ein optisch adaptierter Škoda Superb I.

### Auszeichnungen
- 2009: Top Safety Pick 2010[5]

## Ausstattungsvarianten

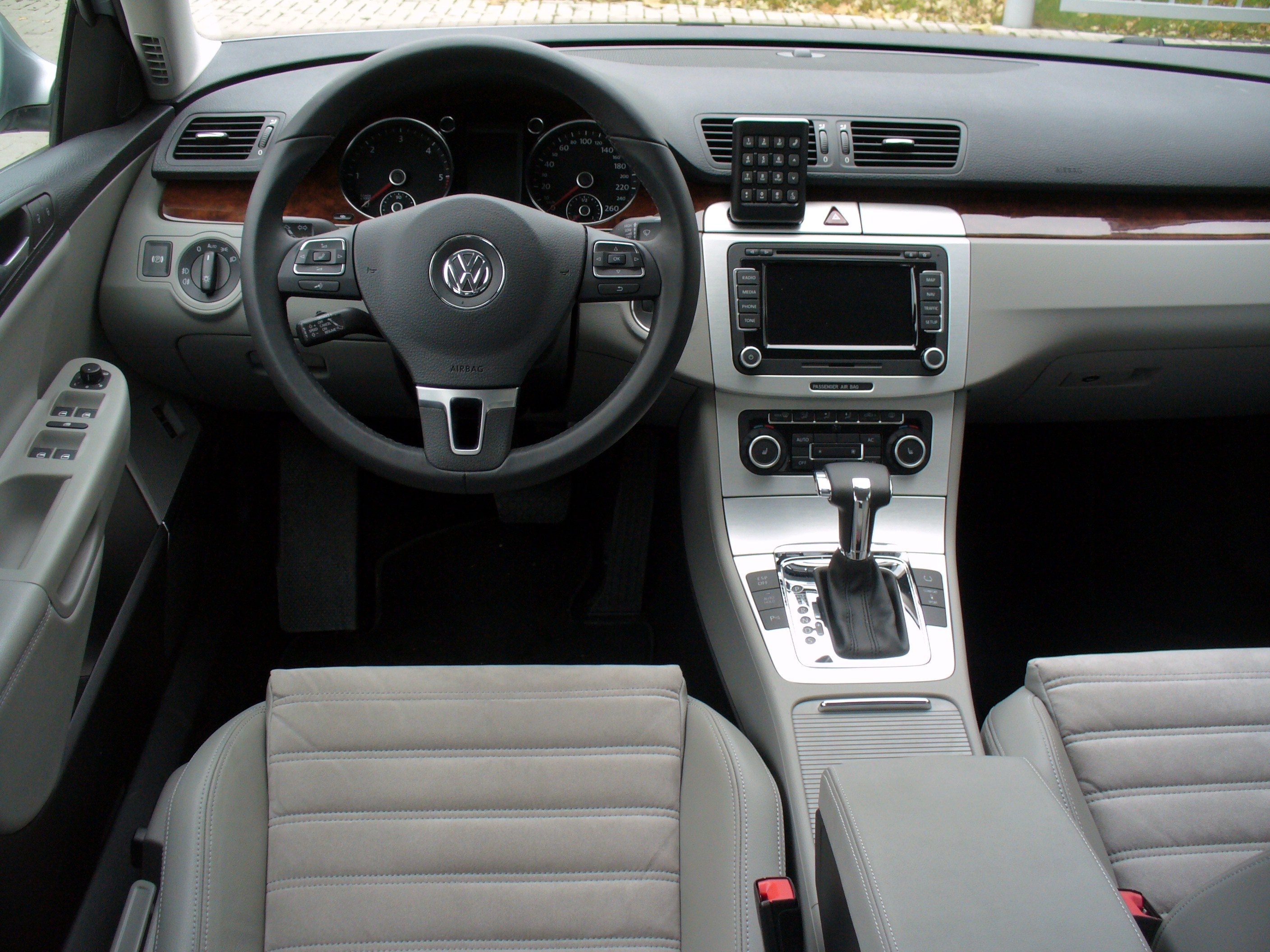
Interieur des Passat „Highline“

- Trendline: In der Grundvariante sind Funktionen wie manuelle Klimaanlage „Climatic“ und elektrische Parkbremse serienmäßig. Jedoch sind die hinteren Türen nicht mit elektrischen Fensterhebern ausgerüstet. Die vorderen Blinkergläser sind orange und an Stoßfänger sowie Türen sind keine Chromzierleisten angebracht.
- Comfortline: Diese auf Komfort zugeschnittene Variante umfasst zusätzliche Details wie serienmäßigen 6-Wege-Fahrersitz mit Höheneinstellung inkl. elektrisch verstellbarer Lendenwirbelstütze, hochwertige Stoffsitzbezüge, wahlweise einen umklappbaren Beifahrersitz, Regensensor und die Funktion „Coming home/Leaving home“.
- Sportline: In dieser Variante steht Sportlichkeit und Dynamik im Vordergrund. Sportfahrwerk und 16-Zoll-Leichtmetallräder sowie Dreispeichenlenkrad und Schaltknauf in Leder unterstreichen den sportlichen Charakter.
- Highline: Aufwendigste Ausstattungslinie, bietet beispielsweise Leder-Alcantara-Sitze (Vollleder gegen Aufpreis), Klimaautomatik „Climatronic“, Alu- oder Holzdekorleisten. Man erkennt die Highline auch an dem Verchromten Kühlergrill.
- BlueMotion: Diese Ausstattungslinie erreicht durch verschiedene technische Maßnahmen einen geringeren Verbrauch, bei Modellen mit Dieselmotor gibt es zusätzlich serienmäßig einen Dieselpartikelfilter. Mit der Sonderausstattung Multifunktionsanzeige „Plus“ wird zusätzlich eine Gangempfehlung im Tachoinstrument angezeigt.
- R36: Der stärkste Motor mit 220 kW (300 PS) hat eine eigene Ausstattungsvariante; serienmäßig z. B. sind 18-Zoll-Leichtmetallräder und die Dekoreinlagen „Aluminium dunkel gebürstet“.
- R-Line Edition: Diese Ausstattungslinie umfasst sportliche Schweller sowie Stoßstangen, Sportsitze in Lederoptik und – wie auch der „R36“ – doppelt übereinander liegende Chromstreben im Kühlergrill. Außerdem befinden sich unter den Spiegeln „R“-Schriftzüge.
- Individual

## Motoren
Bei den Motoren 2.0 FSI mit 110 kW (150 PS) und 2.0 TDI mit 103/125 kW (140/170 PS) konnte außerdem ein Allradantrieb 4Motion mitbestellt werden. Die 3.2 und 3.6 R36 waren serienmäßig mit dem Allradsystem 4Motion ausgestattet.

### Ottomotoren
| Modell | Motorkennung   | Zylinder/ Ventile | Hubraum  | Verdichtung | Max. Leistung bei min−1       | Max. Drehmoment bei min−1 | Bemerkung                                                                      | Bauzeitraum     |
| --- | -------------- | ----------------- | -------- | ----------- | ----------------------------- | ------------------------- | ------------------------------------------------------------------------------ | --------------- |
| 1.4 TSI (1) | CAXA           | 4/16              | 1390 cm³ | 10,0:1      | 90 kW (122 PS) bei 5000       | 200 Nm bei 1500–4000      | auch als BlueMotion erhältlich                                                 | 10/2007–07/2010 |
| 1.4 TSI EcoFuel | CDGA           | 4/16              | 1390 cm³ | 10,0:1      | 110 kW (150 PS) bei 5500      | 220 Nm bei 1500–4500      |                                                                                | 01/2009–07/2010 |
| 1.6 | BSE, BSF, CCSA | 4/8               | 1595 cm³ | 10,5:1      | 75 kW (102 PS) bei 5600       | 148 Nm bei 3800           |                                                                                | 03/2005–04/2010 |
| 1.6 FSI (2) | BLF, BLP       | 4/16              | 1598 cm³ | 12,0:1      | 85 kW (115 PS) bei 6000       | 155 Nm bei 4000           | von 10/2007 bis 04/2008 nur noch mit Tiptronic erhältlich                      | 02/2005–04/2008 |
| 1.8 TSI (2) | CGYA           | 4/16              | 1798 cm³ |             | 112 kW (152 PS) bei 5000      | 250 Nm bei 1500–4200      | für einige Exportländer                                                        | 11/2008–05/2010 |
| 1.8 TSI (2) | BZB            | 4/16              | 1798 cm³ | 9,6:1       | 118 kW (160 PS) bei 5000      | 250 Nm bei 1500–4200      |                                                                                | 10/2007–07/2010 |
| 1.8 TSI (1) | CDAA           | 4/16              | 1798 cm³ | 9,6:1       | 118 kW (160 PS) bei 4500–6200 | 250 Nm bei 1500–4200      | erfüllt EURO-5-Abgasnorm                                                       | 10/2008–07/2010 |
| 2.0 FSI (2) | BLR, BVX, BVY  | 4/16              | 1984 cm³ | 11,5:1      | 110 kW (150 PS) bei 6000      | 200 Nm bei 3500           | auch als 4Motion (Allradantrieb) erhältlich, seit 10/2007 nur noch mit 4Motion | 02/2005–04/2010 |
| 2.0 TFSI (2) | AXX, BWA       | 4/16              | 1984 cm³ | 10,3:1      | 147 kW (200 PS) bei 5100–6000 | 280 Nm bei 1800–5000      |                                                                                | 09/2005–12/2007 |
| 2.0 TSI (2) | CAWB           | 4/16              | 1984 cm³ | 11,0:1      | 147 kW (200 PS) bei 5100–6000 | 280 Nm bei 1700–5000      |                                                                                | 01/2008–07/2010 |
| 3.2 V6 FSI (3) | AXZ            | 6/24              | 3168 cm³ | 11,0:1      | 184 kW (250 PS) bei 6250      | 330 Nm bei 2750–3750      |                                                                                | 03/2006–07/2010 |
| 3.6 V6 FSI (3) | BLV            | 6/24              | 3597 cm³ | 12,1:1      | 206 kW (280 PS) bei 6200      | 360 Nm bei 2750           | nur für einige Exportländer                                                    | 09/2005–11/2010 |
| R36 (FSI) (3) | BWS            | 6/24              | 3597 cm³ | 12,1:1      | 220 kW (299 PS) bei 6600      | 360 Nm bei 2400–5300      |                                                                                | 01/2008–07/2010 |
| (1) auch mit Direktschaltgetriebe (DSG) erhältlich. (2) auch mit 6-Stufen-Tiptronic-Automatikgetriebe erhältlich. (3) nur mit Direktschaltgetriebe (DSG) und Allradantrieb (4Motion) erhältlich. |                |                   |          |             |                               |                           |                                                                                |                 |

### Dieselmotoren
| Modell | Motorkennung  | Zylinder/ Ventile | Hubraum  | Max. Leistung bei min−1       | Max. Drehmoment bei min−1 | Bemerkung                   | Bauzeitraum     |
| --- | ------------- | ----------------- | -------- | ----------------------------- | ------------------------- | --------------------------- | --------------- |
| 1.6 TDI (CR) (1) (2) | CAYC          | 4/16              | 1598 cm³ | 77 kW (105 PS) bei 4400       | 250 Nm bei 1500–2500      |                             | 08/2009–07/2010 |
| 1.9 TDI (PD) (3) (4) | BKC, BXE, BLS | 4/8               | 1896 cm³ | 77 kW (105 PS) bei 4000       | 250 Nm bei 1900           |                             | 08/2004–10/2008 |
| 2.0 TDI (CR) (1) (4) | CBDC          | 4/16              | 1968 cm³ | 81 kW (110 PS) bei 4200       | 250 Nm bei 1500–2500      |                             | 10/2008–07/2010 |
| 2.0 TDI (PD) (5) (6) | BWV           | 4/16              | 1968 cm³ | 88 kW (120 PS) bei 4000       | 320 Nm bei 1750–2500      | nur für einige Exportländer | 03/2006–02/2008 |
| 2.0 TDI (PD) (5) (6) | BVE           | 4/16              | 1968 cm³ | 90 kW (122 PS) bei 4000       | 320 Nm bei 1750–2500      | nur für einige Exportländer | 02/2005–02/2006 |
| 2.0 TDI (PD) (5) (6) | AZV           | 4/16              | 1968 cm³ | 100 kW (136 PS) bei 4000      | 320 Nm bei 1750–2500      | nur für einige Exportländer | 02/2005–02/2008 |
| 2.0 TDI (PD) (1) (6) | BMA           | 4/8               | 1968 cm³ | 100 kW (136 PS) bei 4000      | 320 Nm bei 1750–2500      | nur für einige Exportländer | 02/2005–02/2008 |
| 2.0 TDI (PD) (5) (6) (7) | BKP           | 4/16              | 1968 cm³ | 103 kW (140 PS) bei 4000      | 320 Nm bei 1750–2500      |                             | 02/2005–02/2008 |
| 2.0 TDI (PD) (1) (6) (7) | BMP           | 4/8               | 1968 cm³ | 103 kW (140 PS) bei 4000      | 320 Nm bei 1800–2500      |                             | 02/2005–02/2008 |
| 2.0 TDI (CR) (1) (6) (7) | CBAB          | 4/16              | 1968 cm³ | 103 kW (140 PS) (8) bei 4200  | 320 Nm bei 1750–2500      |                             | 03/2008–07/2010 |
| 2.0 BlueTDI (CR) (1) (6) | CBAC          | 4/16              | 1968 cm³ | 105 kW (143 PS) bei 4200      | 320 Nm bei 1750–2500      |                             | 01/2009–07/2010 |
| 2.0 TDI (PD) (1) (6) (9) | BMR           | 4/16              | 1968 cm³ | 125 kW (170 PS) (10) bei 4200 | 350 Nm bei 1800–2500      |                             | 10/2005–04/2008 |
| 2.0 TDI (CR) (1) (6) (7) (9) | CBBB          | 4/16              | 1968 cm³ | 125 kW (170 PS) (10) bei 4200 | 350 Nm bei 1750–2500      |                             | 03/2008–07/2010 |
| (1) serienmäßig mit Rußpartikelfilter. (2) nur als BlueMotion erhältlich. (3) auf Wunsch mit Rußpartikelfilter. (4) auch als BlueMotion erhältlich. (5) nicht mit Rußpartikelfilter erhältlich. (6) auch mit Direktschaltgetriebe (DSG) erhältlich. (7) auch als 4Motion mit Allradantrieb erhältlich. (8) für einige Exportländer 100 kW (136 PS). (9) das Modell mit 125-kW-(170-PS)-Motor wird durch ein rotes „I“ im TDI Schriftzug gekennzeichnet. (10) für Belgien 120 kW (163 PS). |               |                   |          |                               |                           |                             |                 |